# ドロガニ
ドロガニ（グルジア語: დოლოგანი、グルジア語ラテン翻字: Dologani）は、ジョージアのアジャリア自治共和国ケダ地区にある村落。ドロガニ・テミの中心地。アチャリスツカリ川の右岸に位置する。国道1号線を使って東に20キロメートルにケダ（ケダ地区の行政中心地）が、西に21キロメートルにバトゥミ（アジャリア自治共和国の首都、最寄りの鉄道駅がある都市）がある。海抜は160メートル。2014年の国勢調査による人口は417人。

## 人口
国勢調査による人口は、次の通り。
| 年   | 人口 | 男性 | 女性 | 出典        |
| ---- | ---- | ---- | ---- | ----------- |
| 2002 | 460  | 227  | 233  | [ 3 ] [ 4 ] |
| 2014 | 417  | 228  | 189  | [ 1 ]       |

## ドロガニ・テミ
1. ドロガニ
2. チャラフメラ
3. チンカゼエビ

ドロガニを中心として、ドロガニ・テミ（グルジア語: დოლოგანის თემი、グルジア語ラテン翻字: Dologanis Temi）と呼ばれる共同体（テミ）を構成している。ドロガニ・テミを構成する集落は、次の3村である。
1. ドロガニ
2. チャラフメラ
3. チンカゼエビ